# Гвельф
 Гвельф  (англ. Guelph) — місто в провінції Онтаріо у Канаді, у регіоні Ватерлоо в південно-західному Онтаріо, біля однойменного міста Ватерлоо. Місто — частина промислового району «Золота підкова» (англ. Golden Horseshoe).
У місті Гвельф розміщені Гвельфський університет і головний офіс та виробничі будинки Пивоварні Сліман і корпорації Лінамар.
Найвищою будівлею у центрі міста є Базиліка Непорочної Богоматері архітектора Дж. Конноллі (1888).

## Українці у Гвельфі
У 1950-70-их роках в місті діяла Спілка Української Молоді. СУМ у Гвельф почав свою працю 26 травня 1957 року. Того з дня створено Батьківський Комітет та Відділ Юнацтва СУМ. Відділ розміщався у приміщенні Української церкви Св. Покрови. Отець М. Цурковський сприяв розвитку СУМ та був капеланом осередку. При відділі організовано Рідну Школу яку відвідувало 15 дітей, при опіці В. Боєчко і А. Секенда. Юні члени СУМ сформували хор і гурток народних танців. Відділ СУМ проіснував до 1970 року, а Батьківський комітет до 1971.
Зараз у Гвельфі мешкає невеличка українська громада яка складається з канадійців українського походження і новоприбулих українців. Також в місті діє Українська Греко-католицька церква Покрови Пресвятої Богородиці.

## Відомі особистості
В поселенні народилися:
- Джон Мак-Крей (1872—1918) — військовий лікар, автор хрестоматійного вірша «У полях Фландрії».
- Едвард Роберт Армстронг (1876—1955) — канадсько-американський інженер і винахідник.
- Даг Райзброу (* 1954) — канадський хокеїст.

В поселенні мешкали:
- Дмитро Бицик — український діяч діаспори, член ОУН, меценат.
- Роберта Лінн Бондар — перша канадська жінка-астронавтка і перша лікарка-неврологиня, яка побувала в космосі.

## Особливості
- «Золота підкова» — (англ. Golden Horseshoe)
- Гвельфський університет (англ. University of Guelph)
- Пивоварня Слімана (англ. Sleeman Breweries)
- Корпорація Лінамар (англ. Linamar Corporation)

## Галерея

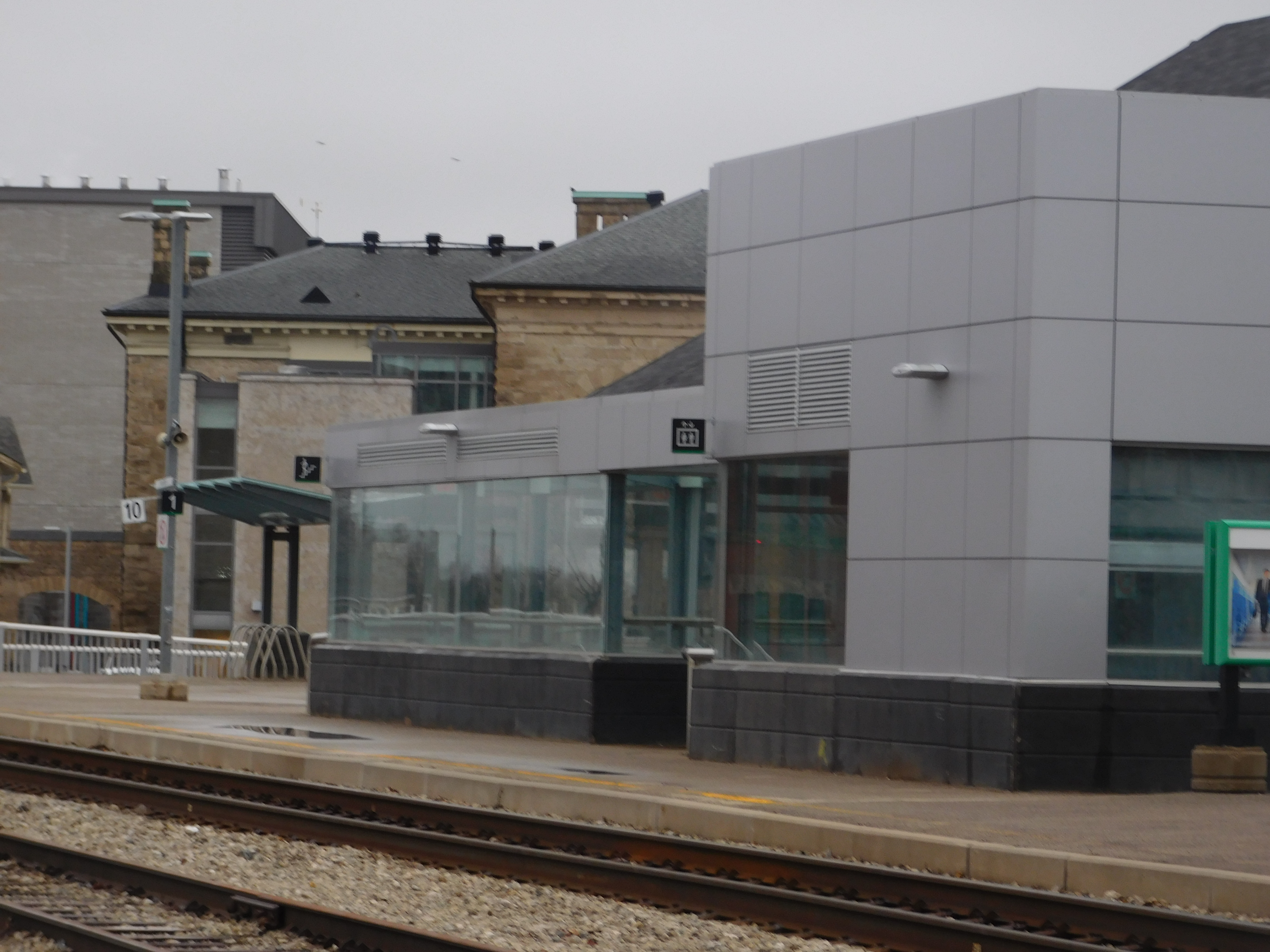
Залізнична станція Гвельф (2019)
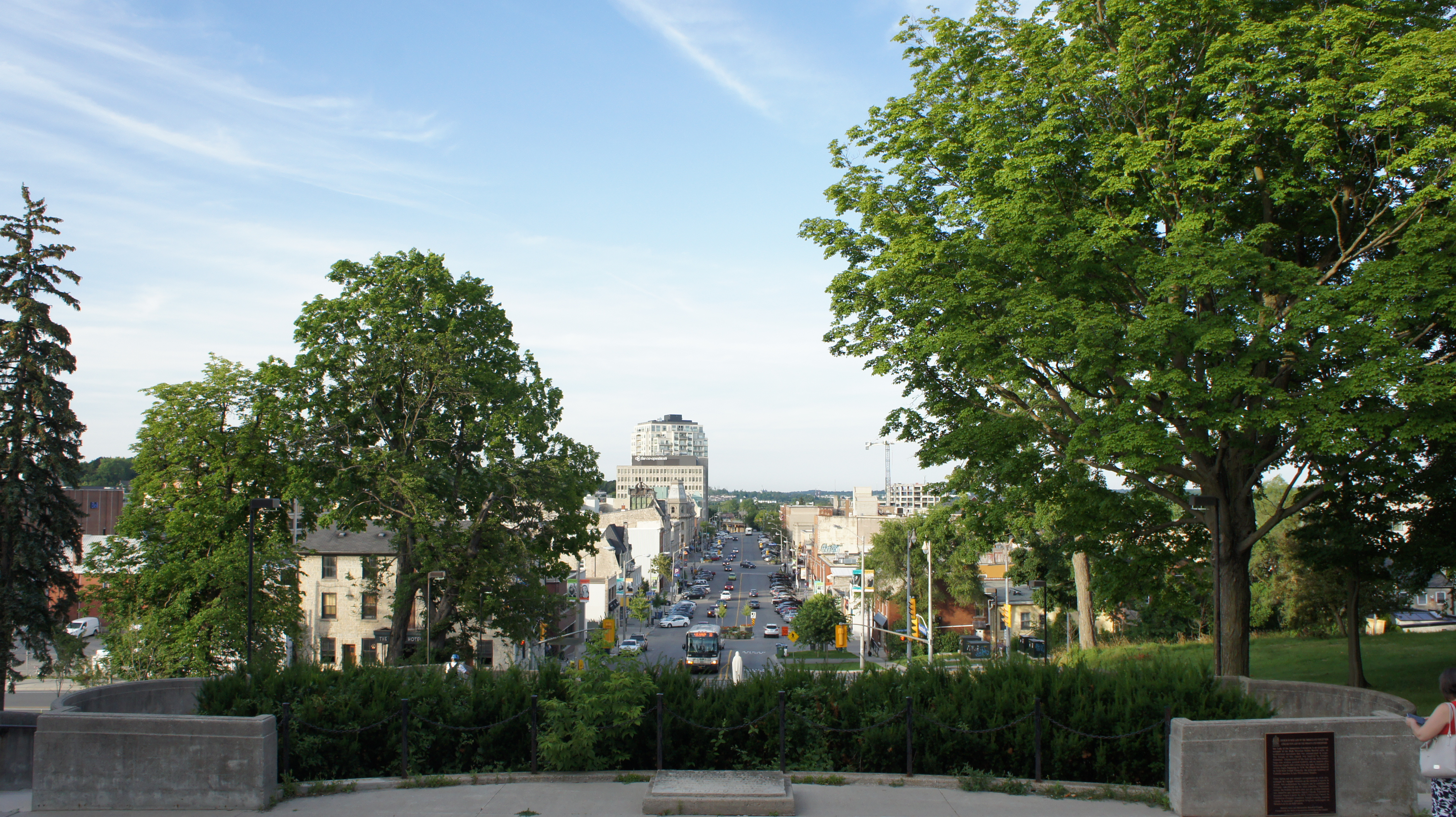
Вид на центр міста Гвельф з майданчика перед базилікою Непорочної Богоматері з вул. Гордон
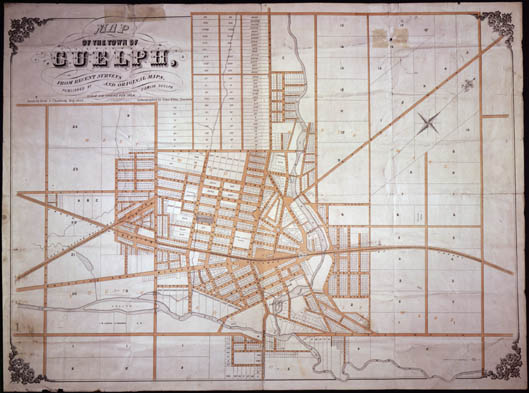
Мапа міста Гвельф (1855)
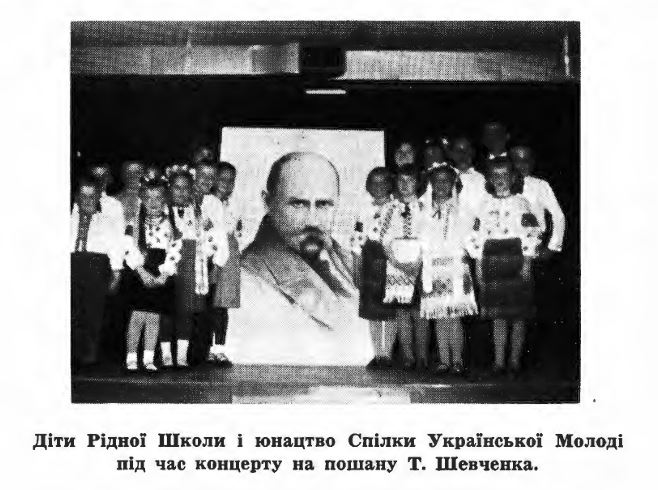
Діти Рідної Школи і юнацтво Спілки Української Молоді в Гвельф.
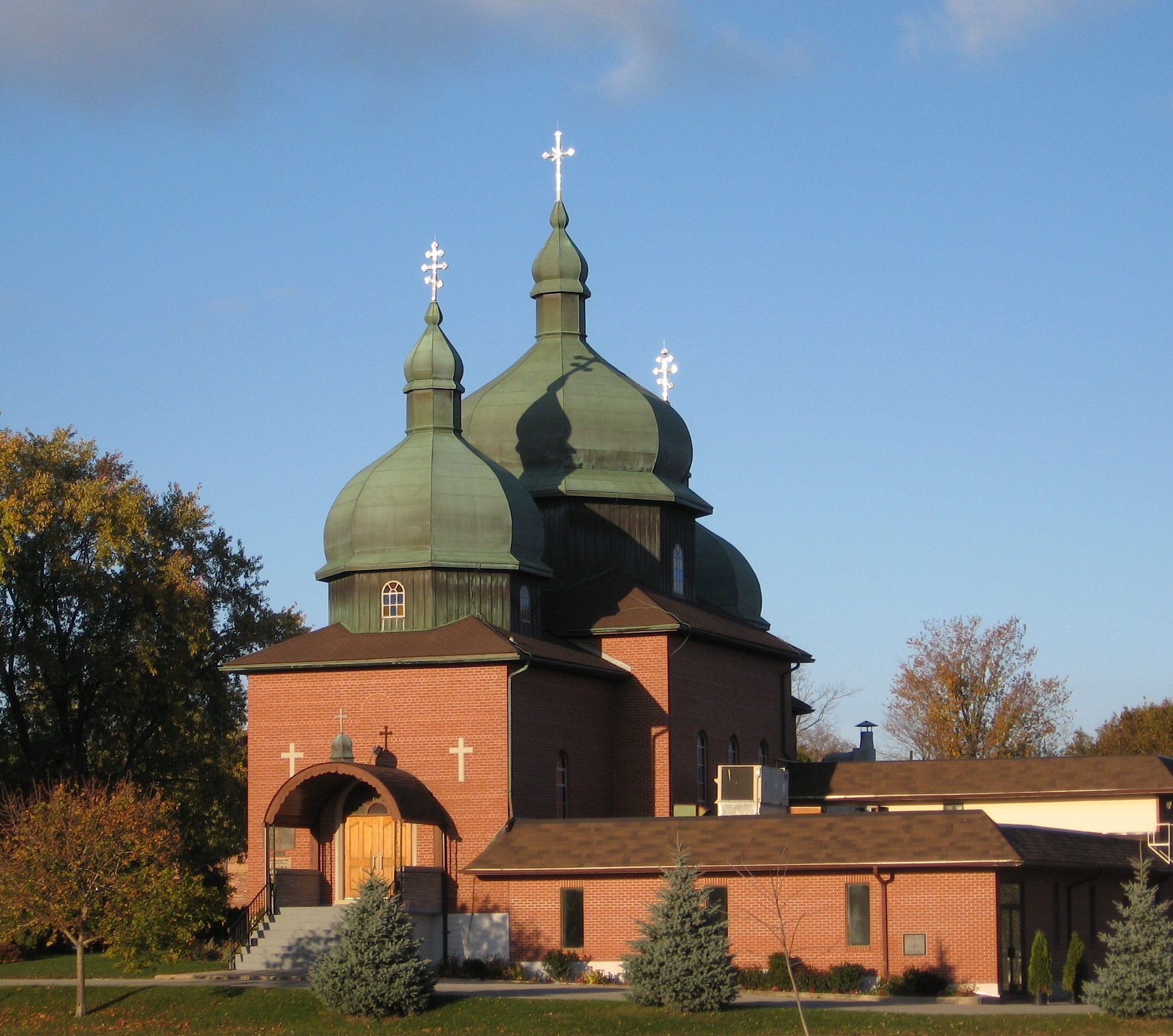
Українська Грекокатолицька церква в Гвельфі.